# Atentados del metro de Bakú de 1994
Los atentados del metro de Bakú de 1994 fueron realizados el 19 de marzo y el 3 de julio en la ciudad de Bakú, capital de Azerbaiyán, causando un total de 27 muertos y 91 heridos. El primer atentado fue en la estación de metro ''20 de enero'', dejando un saldo 14 fallecidos y 49 heridos, mientras que el segundo ataque fueron en las estaciones ''28 de mayo'' y ''Ganjlik'', el cual causó 13 muertos y 42 heridos.
El atentado fue atribuido por Sadval, un movimiento separatista lezguino que actualmente está extinto. Once perpetradores indirectos del primer ataque fueron enjuiciados: dos fueron sentenciados a cadena perpetua y el resto a 15 años de cárcel. El único responsable del segundo atentado también recibió cadena perpetua.

## Los atentados
El primer atentado ocurrió el sábado 19 de marzo a la 13:00 p. m. (UTC+3), en la estación de metro ''20 de enero'', mediante un ataque suicida. La bomba de tiempo fue instalada debajo de una asiento en el vagón de un tren, el cual estalló cuando el tren se detuvo en la estación, falleciendo al autor del atentado, Oktay Gurbanov. El vagón principal del tren fue destruido, y el techo de la estación colapsó parcialmente. Entre las víctimas se encontraban el músico de jazz Rafig Babayev, cuyo lugar de trabajo se encontraba cerca de la estación. Las obras del metro de Bakú se vieron temporalmente suspendidas.
El segundo ataque fue perpetrado el domingo 3 de julio. La bomba (un explosivo de gelatina a control remoto, según las autoridades de inteligencia azeríes) detonó a las 8:30 a. m. de la hora local, cuando el tren, que había partido desde la estación ''28 de mayo'', estaba a 500 metros por llegar al andén ''Ganjlik''. La mayoría de las personas heridas en este atentado fueron dadas de alta, después de recibir asistencia médica.

## Investigación
Tras los atentados, el presidente Heydar Aliyev firmó un decreto que dio paso a la creación de la Comisión de Investigación del Estado. Durante la investigación, se llevó a la detención de agentes de inteligencia armenios, siendo acusados de estar involucrados en el atentado, así como hacia otros trenes que operaban en la ruta entre Azerbaiyán y Rusia. En julio de 1994, los ciudadanos rusos Kamo Fyodorovich Saakov, de origen armenio, su esposa Irina Alexandrovna Saakova y Anatoly Anatolyevich Ilchuk, siendo acusados de planificar los ataques. En agosto del mismo año, Saakov fue condenado a cadena perpetua, y Ilchuk fue condenada a 15 años de cárcel por la elaboración de desvío, contrabando y posesión ilegal de armas. La investigación finalizó hacia comienzos de octubre de 1995.
El 29 de noviembre de 1997, los cuerpos de seguridad rusos extraditaron a Azerbaiyán, al lezguino Azer Aslanov, de 30 años, quién fue acusado de instalar una bomba en el segundo atentado. De acuerdo a la Oficina del Fiscal General de Azerbaiyán, Aslanov fue tomado prisionero por el ejército armenio en enero de 1994, mientras servía en el ejército azerí, y el servicio de seguridad armenio le encargó la misión de instalar la bomba en Bakú.